# Рыкалова, Аграфена Гавриловна
Аграфе́на Гаври́ловна Рыка́лова (1805 — 28 мая 1840, Москва) — актриса
 Московских Императорских Театров (Малый театр), жена Василия Васильевича Рыкалова, урождённая Степанова, сестра известного комика Петра Гавриловича Степанова, с которым была всю жизнь очень дружна — именно он подготовил «в артистки» её дочь, свою племянницу Надежду. Да и со дня свадьбы она с мужем жили в семье Степановых. А когда брат на пару с товарищем открывал костюмерный магазин (подробнее см. ст. Степанов, Пётр Гаврилович), она отдала в общее дело тысячу рублей, которые хранились у неё от бенефиса после смерти мужа. По тем временам — огромные деньги, средняя зарплата в день составляла приблизительно 1 рубль.
Аграфена Гавриловна происходила из театральной семьи. Отец работал кассиром в театре Медокса, где познакомился и подружился со многими театральными деятелями.
На Московской сцене дебютировала в начале ноября 1821 года в роли Эдельмоны (совр. Дездемона) в «Отелло».

Об её дебюте сохранилась статья в «Вестнике Европы», — хотя в её время журналы писали только о выдающихся сценических деятелях или о каком-либо особенно интересном спектакле и не имели постоянного отдела театральной критики. Это внимание к дебютантке надо отнести не столько к её сценическому дарованию, которое хотя и подавало тогда довольно большие надежды, но впоследствии оказалось не особенно блестящим; будет более верно предположить, что восторженная статья театрального критика «Вестника Европы» была вызвана главным образом замечательной внешностью артистки: она была высока, стройна, имела свежее лицо с правильными чертами, резко обозначенными, прелестную улыбку и чёрные большие глаза, «способные выразить все оттенки чувства», как говорил о ней автор статьи.— 
По словам П. Н. Арапова, «она была очень интересна собой и занимала роли первых любовниц как в драмах, так и в комедиях, хотя, как артистка, она далеко не была выдающейся, и дарование её во много раз было ниже дарования её мужа; однако, о ней осталось довольно много сведений и воспоминаний».
Роли: Эдельмона (или Дездемона) в «Отелло», Офелия («Гамлет»); Луиза («Коварство и любовь»), Доримена («Мещанин во дворянстве»), Леонора («Школа мужей» Мольера), Амалия («Разбойники»).
Она очень рано овдовела, дирекция Императорских театров помогла, устроив ей бенефис (пьеса «Буря», по другим источникам — в бенефис 22 апреля 1827 года шла пьеса Мольера в переделке А. А. Шаховского «Сицилиец»), но основные материальные трудности упали на её брата Петра Гавриловича, с которым она проживала, оставшись в той же квартире после кончины родителей.
«Ежегодник императорских театров» отмечает:

Аграфена Гавриловна принадлежала к тем сценическим деятелям, для которых театр не заменяет собою всю жизнь; она, напротив, не любила сцены, хотя и родилась, и воспиталась в театральной среде. Не обладая выдающимся талантом, она, однако, могла бы занимать одно из первых мест в труппе, благодаря внешним данным.— 
На сцене пробыла почти 20 лет, намного пережив своего мужа. Скончалась она 28 мая 1840 года, всего на 35 году, и погребена на Ваганьковом кладбище; могила утрачена. Сообщая Каратыгину о её смерти, Д. Т. Ленский между прочим писал: «Умерла А. Г. Рыкалова; актриса она была незавидная, но женщина прелестная и по душе, и по наружности».